# Wiktor Kozak

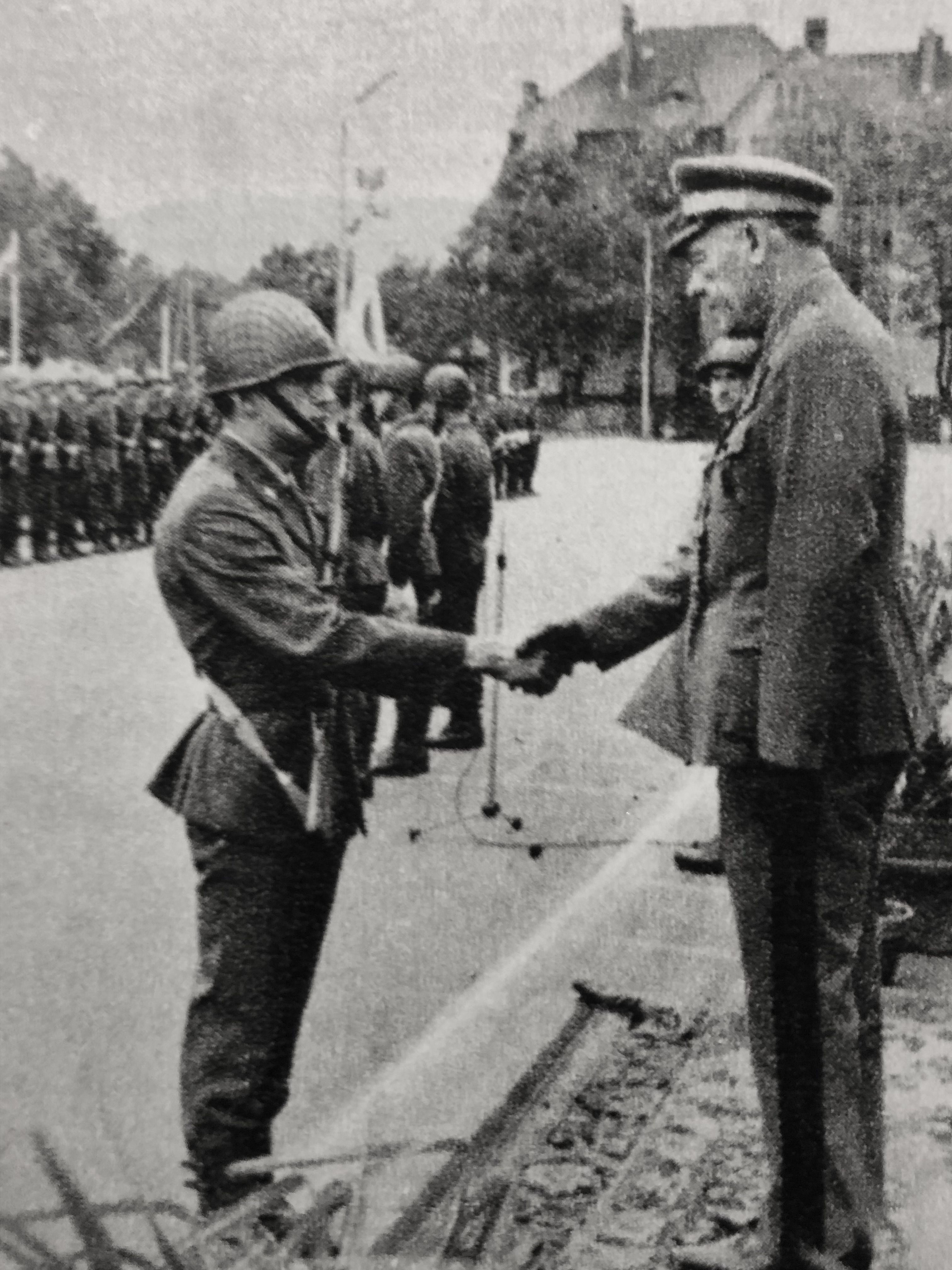
Szef Służby Topograficznej WP gen. bryg. Wiktor Kozak promuje chorążych służby topograficznej.

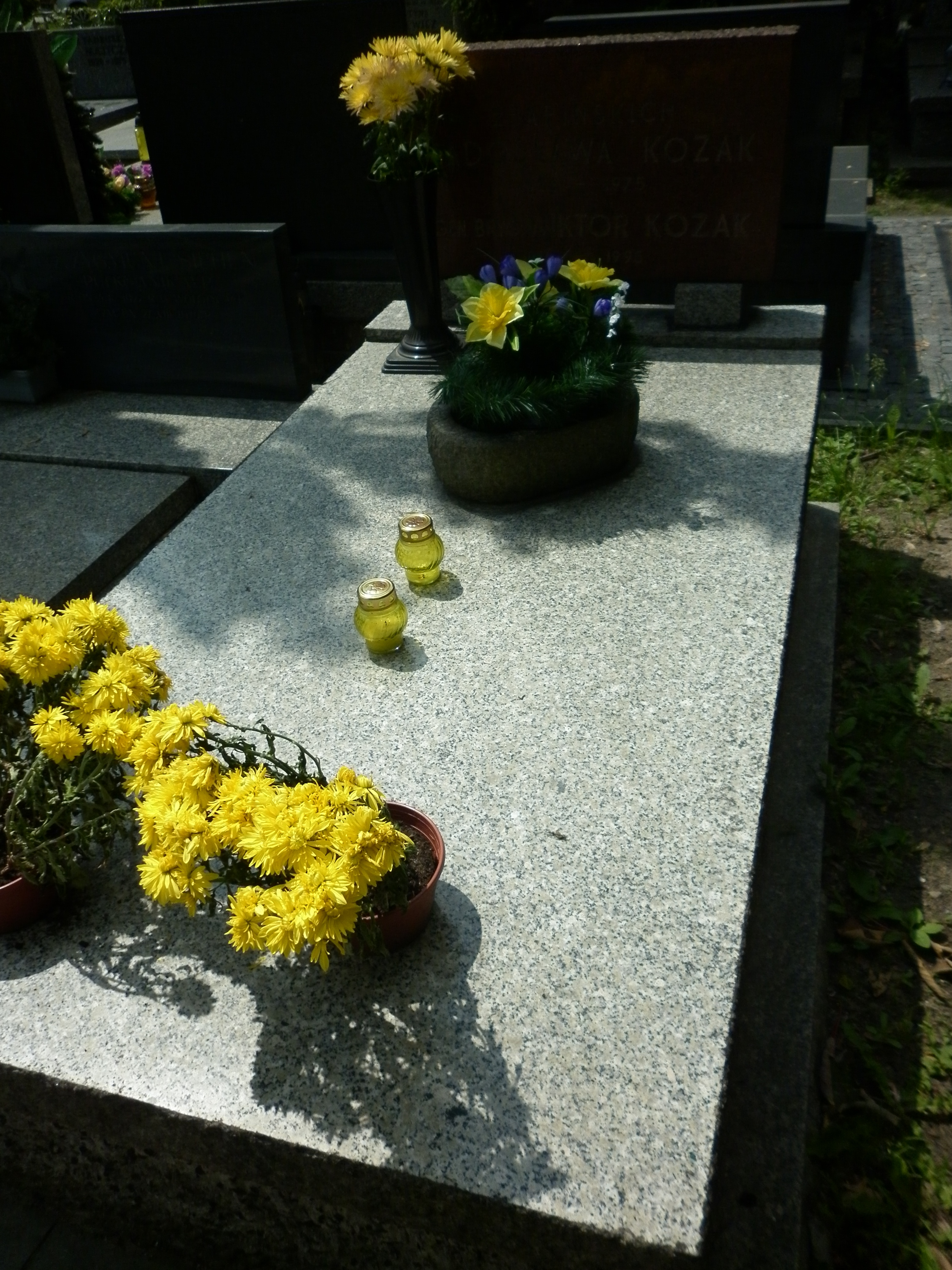
Grób Wiktora Kozaka na Cmentarzu Wojskowym na Powązkach

Wiktor Kozak (ur. 22 września?/5 października 1916 w Błagowieszczeńsku, zm. 19 sierpnia 1995 w Warszawie) – generał brygady LWP, oficer artylerii, szef Służby Topograficznej WP (1968-1974)

## Życiorys
Syn Grzegorza, urzędnika i Józefy z Wiszniewskich. W 1925 wraz z rodziną repatriowany do Polski, osiedlił się w Kiwercach, od 1926 we wsi Zastawie, powiat Kostopol, od 1929 ponownie w Kiwercach. Kształcił się w szkołach średnich w Łucku, gdzie w 1936 zdał egzaminy maturalne. W 1938 ukończył dwuletnie Państwowe Liceum Pedagogiczne w Krzemieńcu. 1 września 1938 powołany do służby wojskowej, w czerwcu 1939 ukończył Szkołę Podchorążych Rezerwy Artylerii we Włodzimierzu Wołyńskim jako kapral podchorąży. Po ukończeniu szkoły został skierowany na praktykę w 13 Pułku Artylerii Lekkiej w garnizonie Równe, gdzie pełnił funkcję działonowego.  Jako żołnierz 13 pułku artylerii lekkiej 13 Dywizji Piechoty, która wchodziła w skład Korpusu Intwerencyjnego na Pomorzu, a następnie weszła w skład Armii "Prusy", brał udział w wojnie obronnej 1939 m.in. pod Tomaszowem Mazowieckim i Falenicą jako ogniomistrz zwiadu, następnie w obronie Warszawy (do 27 września 1939). Podczas okupacji pracował na kolei w Kiwerach, jako pisarz w składzie opału, następnie jako pisarz w państwowym tartaku. Od grudnia 1940 był nauczycielem w szkole powszechnej w Smerdyniu. Po napadzie w czerwcu 1941 Niemiec na Związek Sowiecki powrócił do Kiwerc i ponownie pracował w miejscowym tartaku. Od stycznia 1944 współpracował z radziecką partyzantką, a w marcu 1944 wstąpił do Brygady Partyzanckiej Armii Ludowej „Grunwald” dowodzonej przez Józefa Sobiesiaka, gdzie w stopniu podporucznika dowodził kompanią. W partyzantce nie używał pseudonimu. W czerwcu 1944 wstąpił do 2 Dywizji Piechoty im. J.H. Dąbrowskiego, gdzie został porucznikiem artylerii w  2 pułku artylerii lekkiej. W sierpniu 1944 walczył pod Turzyskami, Puławami, Jabłonną i Legionowem, a w 1945 jako szef sztabu dywizjonu walczył na Wale Pomorskim, nad Odrą i uczestniczył w marszu do Łaby. 
Od maja 1945 pierwszy pomocnik szefa sztabu 2 pułku artylerii lekkiej. W maju 1946 na mocy uchwały Prezydium Krajowej Rady Narodowej awansował na stopień kapitana.  We wrześniu 1946 rozpoczął naukę na Kursie Szefów Sztabu Pułku w Centrum Wyszkolenia Artylerii w Toruniu, a po jego ukończeniu  od  września 1947 był wykładowcą artylerii w Wyższej Szkole Artylerii. Od lipca 1948 dowódca 40 pal w Jarosławiu. W lutym 1949 ukończył Kurs Metodyczny Dowódców Pułków Artylerii przy Wyższej Szkole Artylerii w Toruniu. Od października 1951 dowódca artylerii 9 Dywizji Piechoty, a od października 1953 dowódca artylerii 11 Korpusu Armijnego w Gliwicach. W latach 1955–1956 przebywał na Wyższym Kursie Akademickim przy Fakultecie Artylerii Akademii Sztabu Generalnego WP w Rembertowie, po ukończeniu którego (z oceną bardzo dobrą) został dowódcą (od 1957 szefem) artylerii Warszawskiego Okręgu Wojskowego. Od lipca 1959 do sierpnia 1961 studiował w Wojskowej Akademii Sztabu Generalnego Sił Zbrojnych ZSRR im. K. J. Woroszyłowa w Moskwie. Studia ukończył z oceną bardzo dobrą i po powrocie do kraju powrócił na stanowisko szefa artylerii Warszawskiego Okręgu Wojskowego. Od lutego do listopada 1963 przebywał na Wyższym Kursie Akademickim w Artyleryjskiej Akademii Dowódczej w ZSRR. Na mocy uchwały Rady Państwa PRL z 1 października 1963 otrzymał nominację na stopień generała brygady. Od października 1965 szef Wojsk Rakietowych i Artylerii Warszawskiego Okręgu Wojskowego, a od kwietnia 1967 szef sztabu Wojsk Rakietowych i Artylerii WP. Od czerwca 1968 do kwietnia 1974 był szefem Zarządu IX Topograficznego Sztabu Generalnego WP – szefem Służby Topograficznej WP. W 1971 ukończył Kurs Operacyjno-Strategiczny przy Wojskowej Akademii Sztabu Generalnego Sił Zbrojnych ZSRR im. K. J. Woroszyłowa w Moskwie, a w 1973 kurs organizacji i kierowania w  Akademii Sztabu Generalnego WP. Od kwietnia 1974 do marca 1976 szef Misji Polskiej w Komisji Nadzoru Państw Neutralnych w Korei w randze ministra pełnomocnego. W styczniu 1977 pożegnany przez wiceministra obrony narodowej gen. broni Józefa Urbanowicza w związku z zakończeniem zawodowej służby wojskowej, a 21 kwietnia 1977 przeniesiony w stan spoczynku. 
Został pochowany na Powązkach Wojskowych w Warszawie (kwatera 29D-1-7).

## Awanse[2]
- podporucznik – 1944
- porucznik – 1944
- kapitan – 1946
- major – 1947
- podpułkownik – 19951
- pułkownik – 1956
- generał brygady – 1963

## Życie prywatne
Mieszkał w Warszawie. Był żonaty z Radosławą z domu Sapińską (1926-1975). Małżeństwo miało dwie córki.

## Odznaczenia
- Order Sztandaru Pracy II klasy (1964)
- Order Virtuti Militari V klasy (1959)
- Krzyż Oficerski Orderu Odrodzenia Polski (1969)
- Krzyż Walecznych (1945)
- Złoty Krzyż Zasługi (1957)
- Srebrny Krzyż Zasługi (1949)
- Srebrny Medal „Zasłużonym na Polu Chwały” (1945)
- Krzyż Partyzancki (1958)
- Medal „Za udział w walkach o Berlin” (1967)
- Medal za Warszawę 1939–1945 (1945)
- Medal za Odrę, Nysę, Bałtyk (1945)
- Medal 10-lecia Polski Ludowej
- Medal 30-lecia Polski Ludowej
- Medal 40-lecia Polski Ludowej
- Złoty Medal „Siły Zbrojne w Służbie Ojczyzny” (1968)
- Srebrny Medal Siły Zbrojne w Służbie Ojczyzny
- Brązowy Medal Siły Zbrojne w Służbie Ojczyzny
- Srebrny Medal Za zasługi dla obronności kraju (1968)
- Brązowy Medal Za zasługi dla obronności kraju
- Order Wojny Ojczyźnianej I stopnia (ZSRR) (1968)
- Medal „Za wyzwolenie Warszawy” (ZSRR) (1945)
- Medal za Zdobycie Berlina (ZSRR, 1945)
- Medal „Za zwycięstwo nad Niemcami w Wielkiej Wojnie Ojczyźnianej 1941–1945” (ZSRR, 1945)
- Odznaka „25 lat Zwycięstwa w Wielkiej Wojnie Ojczyźnianej 1941–1945” (ZSRR, 1970)[3]
- Order Flagi Narodowej II klasy (Koreańska Republika Ludowo-Demokratyczna) (1976)